# 누마타 다카야
누마타 다카야(일본어: 沼田 駿也, 1999년 4월 19일~)는 일본의 축구 선수이다.

## 구단 경력
그는 2022년 J2리그의 레노파 야마구치 FC에 입단했다. 2023년 FC 마치다 젤비아로 이적했다. 2023년 J2리그 우승으로 J1리그로 승격했다. 2024년 7월 J2리그의 가고시마 유나이티드 FC로 임대 이적했다. 2025년 FC 마치다 젤비아로 복귀했다.